# Bangjja
Bangjja (hangul: 방짜), também chamado de yugi (hangul: 유기; hanja: 鍮器), é um tipo coreano de bronze forjado à mão. Um conjunto completo de bangjja inclui pratos, tigelas, colheres e pauzinhos. A principal diferença entre bronzeware coreano ou bangjja de outros bronzeware é a proporção de liga entre cobre e estanho. O bangjja contém muito mais estanho do que outros bronzewares (Cu:Sn = 78:22 como volume), enquanto a proporção normal de estanho para cobre é 1/9.
Devido a esta diferença de composição, o bangjja (ao contrário de outros tipos de bronze) pode ser esterilizado. Por esta razão, tem sido historicamente usado como talheres para as famílias reais da Coreia. Bangjja é usado para a apresentação tradicional da culinária da corte real coreana (surasang). Em 1983, o governo da Coreia do Sul designou oficialmente bangjja como uma importante propriedade cultural intangível.

## História
Os latão bangjja não apenas refletem um profundo valor histórico, mas também representam uma parte essencial da moda tradicional coreana. A história do latão bangjja remonta à Idade do Bronze e desempenhou um papel significativo na fabricação de uma variedade de ferramentas e utensílios. A cultura do bronze que se originou na região de Ordos, relacionada à cultura do bronze cita, exerceu uma influência considerável em várias regiões, incluindo a península coreana.
À medida que a cultura da Idade do Bronze se espalhou a partir da região de Ordos, onde teve sua origem no norte da Sibéria, ela também deixou sua marca na Coreia. Os coreanos começaram a produzir produtos cerimoniais, como ferramentas rituais feitas de bronze, em conformidade com essa influência cultural. Esse intercâmbio cultural entre a região de Ordos e a Coreia enriqueceu a herança histórica e artística da península coreana, proporcionando uma visão fascinante das conexões culturais que transcenderam fronteiras geográficas.
Durante o período da dinastia Goryeo, quando negociavam frequentemente com a China, a realeza e os nobres usavam talheres finos de bronze feitos com a técnica bangjja.

## Características
Na fabricação do latão bangjja, uma massa de liga composta por cobre e estanho é submetida a um processo de aquecimento intensivo e repetidas marteladas. Essa liga apresenta uma proporção de estanho significativamente superior em comparação às típicas tigelas de bronze.
Em geral, o processo de temperamento no ferro resulta em maior dureza quando submetido a temperaturas superiores a 600 graus. No entanto, o latão bangjja apresenta uma característica oposta, tornando-se mais maleável à medida que é aquecido. Esse fenômeno permanece como um intrigante enigma no mundo dos metais.
Durante a criação de objetos a partir do lingote de latão, várias pessoas se reúnem em um círculo e iniciam o martelamento para dar forma às placas. O que torna este processo tão especial é que não recorrem a máquinas de moldagem pré-fabricadas. Em vez disso, eles repetem o martelamento e o aquecimento, moldando manualmente a peça de latão ao longo do processo.